# Cornwall and West Devon Mining Landscape
Het Cornwall and West Devon Mining Landscape is een natuurlijk landschap in Cornwall en Devon (Zuidwest-Engeland) met moerassen en rotskusten, dat in de 18e en 19e eeuw sterk gewijzigd werd door koper- en tinmijnen.
Sinds 2006 is het Werelderfgoed.
Stoomkracht werd hier voor het eerst gebruikt, toen mensen als Thomas Savery, Thomas Newcomen en Richard Trevithick in dit gebied stoommachines ontwikkelden. Sinds de sluiting van de mijnen is het landschap bezaaid met ruïnes van machinehuizen.

## Galerij

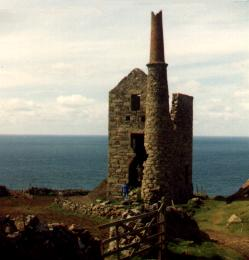
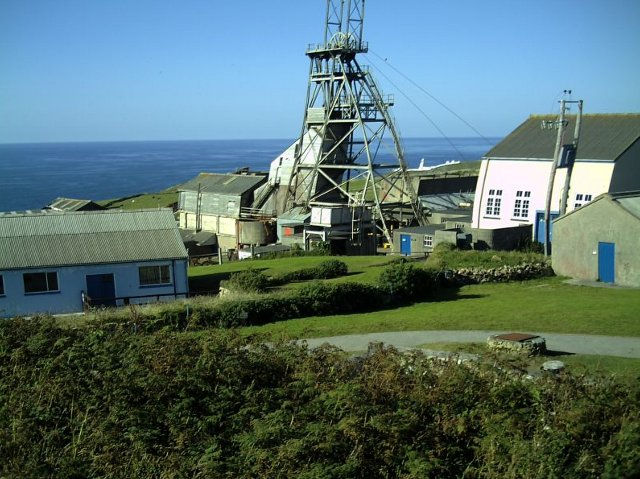
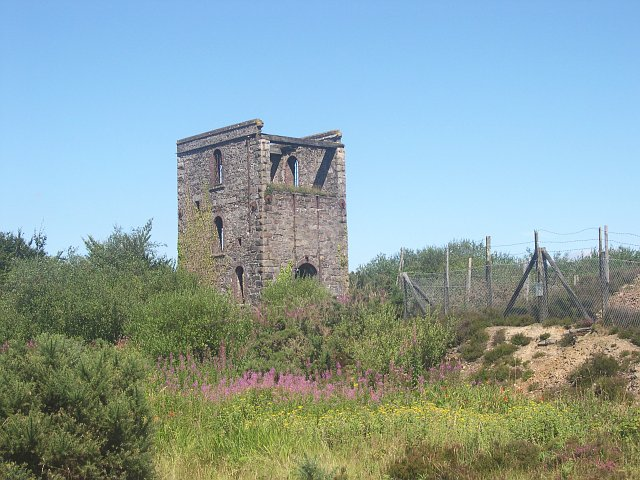
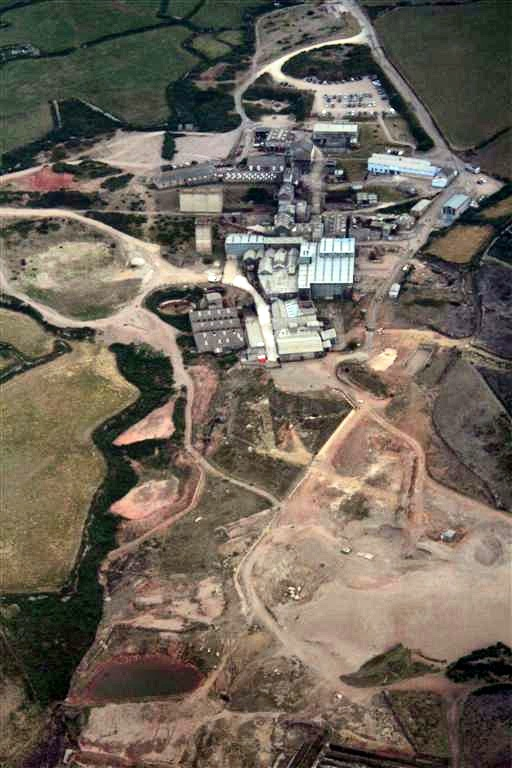